# 양림 (후한)
양림(楊林, ? ~ ?)은 중국 후한 말의 정치가이다.

## 생애
원소(袁紹)를 섬겼다.
원소가 공손찬(公孫瓚)과 연달아 싸웠으나 승부가 나지 않았는데, 이때 오환(烏桓)의 왕 답돈(蹋頓)은 원소에게 사자를 보내 화친하고, 함께 공손찬을 공격해 깨뜨렸다. 이에 원소는 조서를 거짓으로 꾸미고, 행알자(行謁者) 양림을 사자로 하여 답돈 · 초왕(峭王) · 한로왕(汗盧王)에게 인수를 주고, 모두 선우(單于)에 임명하였다.